# Dimitry Berberoff Ayuda
Dimitry Teodoro Berberoff Ayuda (Zaragoza, 24 de octubre de 1969) es un juez español, magistrado del Tribunal Supremo desde 2018 y vicepresidente de este mismo tribunal desde 2024. Es especialista en el orden jurisdiccional contencioso-administrativo.

## Biografía
Nacido en Zaragoza en 1969, Berberoff es hijo del director de orquesta hispano-búlgaro Dimitry Berberoff Diebaroff, que se afincó en España a final de los años 1940. Tras estudiar en las Escuelas Pías de Zaragoza, se licenció en Derecho por la Universidad de Zaragoza en 1992 y, tres años más tarde, accedió a la carrera judicial. Asimismo, es profesor en la Universidad Internacional de Cataluña y en el Centro de Enseñanza Superior Cardenal Cisneros.
Tras ejercer en diversos juzgados de la Comunidad Valenciana, a finales del año 2000 fue nombrado magistrado del Tribunal Superior de Justicia de Cataluña, como especialista en lo contencioso-administrativo. Sin perder su plaza, en 2007 se incorporó al Tribunal de Justicia de la Unión Europea (TJUE) como letrado, regresando a su puesto en el TSJC en 2010.
Llegó al Tribunal Supremo en el año 2014, cuando fue nombrado jefe del Gabinete Técnico de Información y Documentación de este tribunal. Cuatro años después ascendió a la categoría de Magistrado del Tribunal Supremo, siendo destinado en la Sala Tercera de lo Contencioso-Administrativo del Alto Tribunal. Se encargó principalmente de asuntos económicos, especialmente fiscales. Asimismo, en 2019 se integró en la Sala de Gobierno del Tribunal Supremo.
En septiembre de 2024 su compañera en la Sala Tercera, María Isabel Perelló Doménech, que ese mismo mes había sido nombrada presidenta del Tribunal Supremo y del Consejo General del Poder Judicial, le propuso como vicepresidente del Tribunal Supremo. El 25 de septiembre del mismo mes fue elegido vicepresidente por unanimidad, siendo nombrado por el rey el día 30 y tomando posesión del cargo el 8 de octubre del mes siguiente.
Es miembro de la Real Academia de Jurisprudencia y Legislación, siendo vocal de las secciones de Derecho Financiero y Tributario y de Derecho de la Unión Europea. Asimismo, forma parte de la Asociación Profesional de la Magistratura, de la que fue vicepresidente.